# Аура ан дер Зале
Аура ан дер Зале (њем. Aura an der Saale) општина је у њемачкој савезној држави Баварска. Једно је од 26 општинских средишта округа Бад Кисинген. Према процјени из 2010. у општини је живјело 888 становника. Посједује регионалну шифру (AGS) 9672111.

## Географски и демографски подаци
Аура ан дер Зале се налази у савезној држави Баварска у округу Бад Кисинген. Општина се налази на надморској висини од 232 метра. Површина општине износи 10,1 km². У самом мјесту је, према процјени из 2010. године, живјело 888 становника. Просјечна густина становништва износи 88 становника/km².